# Nishada niveola
Nishada niveola là một loài bướm đêm thuộc phân họ Arctiinae, họ Erebidae.